# Filmkészítők Kéthete
A Filmkészítők Kéthete (franciául: La Quinzaine des Cinéastes), 2022-ig Rendezők Kéthete (franciául: La Quinzaine des Réalisateurs, angolul: Directors’ Fortnight) a cannes-i fesztivál hivatalos válogatásával párhuzamosan megrendezett filmes esemény, melyet a fesztivál szervezőbizottságától független, külső szervezet, a francia Filmrendezők Szövetsége (Société des Réalisateurs de Films – SRF) alapított 1969-ben.

## Története
A szekció az 1968. májusi franciaországi zavargásoknak, a Langlois-ügynek és a fiatal filmrendezők fellázadásának közvetlen hatására jött létre. Az 1968. június 14-én sebtében megalapított független szervezet, a Filmrendezők Szövetsége kezdeményezte, hogy a cannes-i nemzetközi filmfesztivál hivatalos programja mellett, attól függetlenül, hozzanak létre egy Rendezők Kéthete elnevezésű párhuzamos rendezvényt, egyfajta alternatívát kínálva a fiatal, új hullámos rendezőknek. Pierre Kast rendező-filmesztéta kijelentését – „Minden film szabadnak és egyenlőnek születik” – a filmes esemény mottójául választó alkotók nyitást követeltek a szerzői, kísérletező, radikálisabb ideológiájú filmek felé. Azt kívánták elérni, hogy a válogatás és a filmek bemutatása minden cenzúra és diplomáciai megfontolások nélkül történjen. Az első rendezvényt az 1969. évi cannes-i nemzetközi filmfesztivál idején Jean-Luc Godard és François Truffaut vezetésével szervezték meg, a megnyitót Jacques Doniol-Valcroze filmrendező tartotta a Rex filmszínházban. A megfelelő válogatásra nem jutott idő, ezért az első rendezvényen 68 nagyjátékfilm és 40 rövidfilm szerepelt. Azóta a rendezvényen olyan neves filmkészítők mutatkozhattak be, mint Rainer Werner Fassbinder, Michael Haneke, Werner Herzog, Jim Jarmusch, George Lucas, Martin Scorsese, Wim Wenders, vagy a belga Dardenne testvérek. Jancsó Miklós és Mészáros Márta 1969-es beválogatása óta a magyar filmesek rendszeresen jelen vannak a szekció vetítésein. (Lásd: Magyar filmek Cannes-ban.)
Az SFR 2022. június 25-én tartott közgyűlésén döntött a rendezvény új névéről (Filmkészítők Kéthete), mivel szándékuk szerint ez az elnevezés jobban kifejezi, hogy a jövőben átfogóbbak, befogadóbbak kívánnak lenni, és hogy határozottabban politikai úton fordulnak a filmművészet és a filmesek felé.

## A rendezvény
A szekció mintegy húsz egész estét betöltő, fikciós játékfilmet vagy dokumentumfilmet, illetve tíz rövidfilmet tűz műsorra. A válogatás eléggé eklektikus, mivel a rendezvény független, szabad szellemiségű, anyagilag nem versenyképes, marginális filmeket éppúgy bemutat, mint már befutottakat, amelyek mögött rendkívüli tehetségek állnak, vagy eredeti látásmódot tükröznek. A részt vevő filmeket az SRF egyik főbiztosa jelöli ki. Munkáját egy filmesekből, filmkritikusokból álló csapat segíti, melynek tagjai folyamatosan járják a világ filmszemléit, és filmek ezreiből válogatnak.
A szekciót alapító francia Filmrendezők Szövetsége a rendezvény nyitóünnepségén adja át 2002 óta az Arany Hintó díjat annak a független, a rendezésben és gyártásban meg nem alkuvó, innovatív filmeket készítő filmrendezőnek, akit  a szervezet tagjai arra méltónak találnak. Az ünnepség előtt levetítik a díjazott egy sikeres alkotását.

## Díjai
Az eredeti irányelveknek megfelelően sokáig versenyeztetés és díjak nélküli rendezvény alkotásai ma már részesülhetnek a cannes-i szekciókkal, illetve más fesztiválokkal közös elismerésben.

### Nagyjátékfilmek
- Arany Kamera (Caméra d’Or): a hivatalos válogatás, valamint a párhuzamos rendezvények összes szekciójának legjobb elsőfilmes alkotása kaphatja meg;
- Fiatal Tekintetek Díja (Prix Regards Jeunes): hét fiatal európai filmkedvelőből összeállított Ifjak Zsűrije ítéli oda a fesztivál két párhuzamos rendezvényén (Kritikusok Hete és Filmkészítők Kéthete) vetített filmek egyikének;
- Europa Cinemas Label-díj (Label Europa Cinemas): 2003 óta az Europa Cinema mozihálózatnak a cannes-i Filmkészítők Kéthete szekcióban, a velencei Mostrán és a Berlinálén felállított független zsűrije ítéli oda két filmnek, amelyek várhatóan sikeresen forgalmazhatók a hálózat mozijaiban;
- Művészi Film Díja (Art Cinema Award): független filmesek által rendezett nagy, nemzetközi filmfesztiválok zsűrijei ítélik oda a rendezvények egy-egy filmjének, abból a célból, hogy segítsék megismertetni e filmeket a nemzetközi művész- és kísérleti filmek mozihálózatával;
- SACD-díj (Prix SACD): a francia Drámaírók és Zeneszerzők Szövetsége (Société des auteurs et compositeurs dramatiques – SACD) ítéli oda a válogatás egyik nagyjátékfilmjének.

### Rövidfilmek
- Rövidfilm Gras Savoye Díja (Prix Gras Savoye du Court Métrage): a francia Gras Savoye biztosítási ügynökség által felajánlott díjat fiatal tehetséges filmkészítők kapják, segítve őket filmes karrierjük elindításában;
- Új Tekintet Díja (Prix « Un Regard Neuf »): filmes szakemberekből, a Neuf Cegetel francia telekommunikációs cég előfizetőiből és munkatársaiból összeállított zsűri ítéli oda a válogatás „legmerészebb” kisfilmjének.